# Contea di Douglas (Kansas)
La contea di Douglas, in inglese Douglas County, è una contea dello Stato del Kansas, negli Stati Uniti. La popolazione al censimento del 2000 era di 99 962 abitanti. Il capoluogo di contea è Lawrence